# ¡3 viejos!
¡3 viejos! es una película de comedia estadounidense de 2013 dirigida por Michelle Schumacher y protagonizada por su esposo JK Simmons, junto a Tim Allen, Scott Caan, Breckin Meyer, Randy Couture y Basil Hoffman . Fue la segunda colaboración entre Allen y Couture, después de que ambos aparecieran en papeles secundarios en Redbelt de 2008. También marcó la segunda colaboración entre Allen y Simmons después de aparecer en Crazy on the Outside de 2010.

## Sinopsis
Acompañamos al actor J Kimball mientras investiga cómo es ser mayor para un papel en su próxima película. Cuando conoce a los residentes de la residencia de ancianos llamada "The Coconuts", descubre rápidamente que sus percepciones de los ancianos pueden no coincidir con la realidad actual. Después de verse en el lado equivocado de algunas bromas, J solicita la ayuda de sus amigos de Hollywood para cambiar el rumbo de la situación lo cual produce el caos.

## Elenco
- J. K. Simmons como J. Kimball
- Basil Hoffman como Víctor
- Tim Allen como Tim
- Scott Caan como Scott
- Lou Beatty Jr. como Bernard
- Breckin Meyer como Breckin
- Randy Couture como Randy
- Mike O'Malley como Mike
- Sam Raimi como Sam
- Kevin Pollak como Kevin
- Robin Bain como Kari
- Courtenay Taylor como Lisa
- Fernanda Romero como Tiffany
- Ruth Williamson como instructora de arte
- Daniel Montgomery como asistente del master del juego

## Crítica
La crítica para "¡3 viejos!" ha sido abrumadoramente negativa. En Metacritic, la película tiene una calificación de 9 sobre 100 basada en 5 reseñas, lo que indica un rechazo abrumador.  
Medios de comunicación como Los Angeles Times y The New York Times criticaron duramente la película en general. Ambos críticos criticaron el humor de la película, calificándolo de poco gracioso, y el del New York Times comentó: «Esta película hace que la horrible serie de televisión “Betty White's Off Their Rockers” parezca sofisticada».   The Hollywood Reporter se hizo eco de estos sentimientos, afirmando que «Apenas logrando llenar su breve metraje a pesar de su exceso de chistes vulgares y obscenos, "¡3 viejos!" demuestra ser un argumento poco sutil a favor de la eutanasia».  Slant Magazine dio una reseña ligeramente más positiva, señalando que el enfoque de la película era «uno creativo que hace que el material sea más fácil de digerir, pero no cambia el hecho de que se trata básicamente de un chiste que se repite durante 80 minutos, y que sea gracioso o esté bien contado es finalmente irrelevante». 